# Doamna Velica
Doamna Velica, död efter 1601, var en rumänsk adelskvinna. Hon var 1595-1601 den politiskt inflytelserika mätressen till furst Mihai Viteazul av Valakiet (r. 1593-1603).